# Ampelophaga romanovi
Ampelophaga romanovi är en fjärilsart som beskrevs av Otto Staudinger 1887. Ampelophaga romanovi ingår i släktet Ampelophaga och familjen svärmare. Inga underarter finns listade i Catalogue of Life.